# The Earth Pressed Flat
The Earth Pressed Flat è l'ottavo album discografico in studio del gruppo musicale statunitense 10,000 Maniacs, pubblicato nel 1999. 

## Tracce
1. The Earth Pressed Flat – 4:11
2. Ellen – 3:27
3. Once a City – 4:22
4. Glow – 2:31
5. On & On (Mersey Song) – 3:32
6. Somebody's Heaven – 4:41
7. Cabaret – 3:02
8. Beyond the Blue – 3:17
9. Smallest Step – 3:32
10. In the Quiet Morning – 2:53
11. Time Turns – 3:49
12. Hidden in My Heart – 4:18
13. Who Knows Where the Time Goes – 6:40
14. Rainbows – 5:16 (traccia nascosta, USA)